# Jag lever i din kärlek
Jag lever i din kärlek är en psalm med text och musik skriven 1983 av Tomas Boström.

## Publicerad som
- Psalmer och Sånger 1987 som nummer 795 under rubriken "Fader, Son och Ande - Gud vår Skapare och Fader".[1]